# Карлос Изагер
Карлос Изагер (шп. Alfredo Ángel Romano; 30. мај 1895. − 8. јул 1975) је био професионални аргентински фудбалер. Играо је за аргентинску репрезентацију од 1914. године. и био је члан репрезентације Аргентине која је освојила треће мместо на Првенство Јужне Америке у фудбалу 1919. одржане у Бразилу.